# Vyvienne Long
Vyvienne Long (Dublino, ...) è una musicista irlandese.
Violoncellista classica, ha studiato al College of Music di Dublino e alla Escola de Musica di Barcellona; è anche cantante, pianista e autrice per il suo quintetto che comprende 2 violoncelli, piano, contrabbasso e batteria.
Dopo aver suonato in tour con Damien Rice per parecchi anni ha pubblicato un EP con titolo Birdtalk nel 2006.
Ha partecipato a A Gig for Haiti, un concerto di beneficenza il 27 marzo 2010.
Il suo album di debutto, Caterpillar Sarabande, inciso ai Cauldron Studios di Dublino, è stato pubblicato In Irlanda, e on-line, nel marzo 2012.

## Discografia
- Birdtalk (EP) settembre 2006
- The White Stripes's Seven Nation Army
- Happy Thoughts (singolo) marzo 2009
- Caterpillar Sarabande (album) marzo 2010
- A Lifetime of High Fives (album) 2019